# Liste der brasilianischen Botschafter in Bangladesch
Die Botschaft befindet sich in 142 Gulshan Avenue, Dhaka.
| Ernannt       | Name                           | Bemerkungen | Mensagem Senado Federal | im Senat des Nationalkongress vorgestellt am | ernannt von               | akkreditiert während der Regierung von | Posten verlassen |
| ------------- | ------------------------------ | --- | ----------------------- | -------------------------------------------- | ------------------------- | -------------------------------------- | ---------------- |
| 13. Sep. 2005 | José Vicente de Sá Pimentel    | Amtssitz in Neu-Delhi (* 2. März 1946 in Vitória/ES) Sohn von Sonia de Sá Pimentel und Victor Hugo Pimentel | MSF 163 de 2005         | 17. Aug. 2005                                | Luiz Inácio Lula da Silva | Khaleda Zia                            |                  |
| 28. Dez. 2007 | Marco Antônio Diniz Brandão    | Amtssitz in Neu-Delhi (* 7. März 1949 in Belo Horizonte) Sohn von Circéa Diniz Brandão und Wanderley Gomes Brandão, 30. Oktober 1001: Botschafter in Bangkok, 19. Dezember 2001 Botschafter in Vientiane, 22. Mai 2002: Botschafter in Phnom Penh, 23. Mai 2002: Botschafter in Naypyidaw | MSF 187 de 2007         | 28. Nov. 2007                                | Luiz Inácio Lula da Silva | Fakhruddin Ahmed                       |                  |
| 15. Juli 2009 | Ricardo Luiz Viana de Carvalho | 14. Nov. 2000 – 7. Juli 2005: Botschafter in Paramaribo, ab 13. Sep. 2005 zum Botschafter in Castries. | MSF 94 de 2009          | 7. Juli 2009                                 | Luiz Inácio Lula da Silva | Hasina Wazed                           |                  |
| 9. Apr. 2013  | Wanja Campos da Nóbrega        | (* 12. Februar 1959 in Recife) Tochter von Wanice Campos de Mirand Nôbrega und Raimundo Pereira Nóbrega | MSF 68 de 2012          | 27. Feb. 2013                                | Dilma Rousseff            | Hasina Wazed                           |                  |